# Mondo Bizarro
Mondo Bizarro è il dodicesimo album studio del gruppo punk Ramones, uscito nel 1992.
È il primo album in studio del gruppo senza Dee Dee Ramone in qualità di bassista.
Dee Dee è invece presente come compositore, scrivendo insieme a Daniel Rey brani come Poison Heart, Strength to Endure e Main Man.
Ha raggiunto la posizione #190 nella Billboard 200.
È stato descritto come:
(All Music Guide)

## Tracce
1. Censorshit - 3:13 - (Joey Ramone)
2. The Job That Ate My Brain - 2:17 - (Marky Ramone/Skinny Bones)
3. Poison Heart - 4:04 - (Dee Dee Ramone/Daniel Rey)
4. Anxiety - 2:04 - (Marky Ramone/Skinny Bones)
5. Strength to Endure - 2:59 - (Dee Dee Ramone/Daniel Rey)
6. It's Gonna Be Alright - 3:20 - (Joey Ramone/Andy Shernoff)
7. Take It as It Comes - 2:07 - (Morrison/Densmore/Krieger/Manzarek) (The Doors Cover)
8. Main Man - 3:29 - (Dee Dee Ramone/Daniel Rey)
9. Tomorrow She Goes Away - 2:41 - (Joey Ramone/Daniel Rey)
10. I Won't Let It Happen - 2:22 - (Joey Ramone/Andy Shernoff)
11. Cabbies on Crack - 3:01 - (Joey Ramone)
12. Heidi Is a Headcase - 2:47 - (Joey Ramone/Daniel Rey)
13. Touring - 2:51 - (Joey Ramone)

## Formazione
- Joey Ramone - voce
- Marky Ramone - batteria
- C.J. Ramone - basso e voce d'accompagnamento, voce in Strenght to Endure e Main Man
- Johnny Ramone - chitarra